# Messicobolus tepanecus
Messicobolus tepanecus är en mångfotingart som först beskrevs av Henri Saussure 1859.  Messicobolus tepanecus ingår i släktet Messicobolus och familjen Messicobolidae. Inga underarter finns listade i Catalogue of Life.